# Diller (Nebraska)
 For alternative betydninger, se Diller. (Se også artikler, som begynder med Diller)
Diller er en landsby i Jefferson County, Nebraska, USA. Ved folketællingen i 2000 havde landsbyen 287 indbyggere. Ifølge United States Census Bureau har byen et totalt areal på 1,1 km².
40°6′31″N 96°56′16″V / 40.10861°N 96.93778°V